# Верхние Ирзеи
Ве́рхние Ирзе́и (чув. Тури Ирçе) — деревня в Ядринском районе Чувашской Республики. Входит в состав Ювановского сельского поселения.

## География
Находится в северо-западной части Чувашии, на расстоянии приблизительно 23 км на северо-восток по прямой от районного центра города Ядрин.

## История
Известна с 1858 года как околоток села Юваново с 154 жителями. В 1906 году было 54 двора и 248 жителей, в 1926 — 58 дворов и 297 жителей, в 1939 −262 жителя, в 1979—194. В 2010 году было 63 двора, 2010 — 62 домохозяйства. В 1931 году был образован колхоз «Хĕрлĕ паттăр», в 2010 действовал СХП «Родина».

## Население
Постоянное население составляло 194 человека (чуваши 97 %) в 2002 году, 186 в 2010.